# Ida Gisiko-Spärck
Ida Emma Charlotta Gisiko-Spärck, född Gisiko 18 november 1859 i Stockholm, död 1940, var en svensk konstnär, förknippad med Önningebykolonin.

## Biografi
Ida Gisiko-Spärck föddes i Stockholm 1859 som dotter till grosshandlaren Carl Samuel Gisiko och Emma Lovisa Fredrika Wetterling. En bror var kommendören Henrik Gisiko och en annan bror var gift med konstnären Oscar Björcks syster.  
Gisiko-Spärck blev antagen till Konstakademins läroverk hösten 1882. Hon avancerade till högre klass 1884 och läroåret 1886–1887 var hennes sista vid Akademien. Som studiekamrater hade hon bland annat Hanna Pauli, Lotten Rönquist, Carolina Benedicks-Bruce, Gerda Roosval-Kallstenius, Gottfrid Kallstenius, Hilma af Klint, Anshelm Schultzberg och Carl Flodman.
Under försommaren 1886 deltog Gisiko-Spärck i en konstnärsexkursion till Kungsör ledd av akademiprofessorn Per Daniel Holm. Hon hade då sällskap av ett flertal av ovanstående studiekamrater.
Hon studerade i Paris vid 1880-talets slut och var i huvudsak känd för oljemålningar med landskapsmotiv.
Gisiko-Spärck var en av de konstnärer som samlades kring den finländske målaren Victor Westerholm i Önningebykolonin, en konstnärskoloni verksam på Åland 1886–1914. Hon var verksam i Önningeby åtminstone somrarna 1888 och 1890 och god vän med Hanna Rönnberg, som målat med Gisiko-Spärck i Paris. Efter att 1894 ha gift sig med amtsforvalter Johan Albert Spärck (1840–1903) flyttade Gisiko-Spärck till Danmark. Hon blev mor till zoologen Ragnar Spärck.
Gisiko-Spärck var från 1890 medlem av Svenska konstnärernas förening.

## Utställningar
- Valand i Göteborg 1891.
- Konstföreningen för södra Sverige 1887, 1889, 1890 och 1896.

## Museirepresentation
- Önningebymuseet[10]
- Uppsala universitetsbibliotek (Parisgata, teckning 1889)
- Ålands Ömsesidiga Försäkringsbolags konstsamling

## Verk

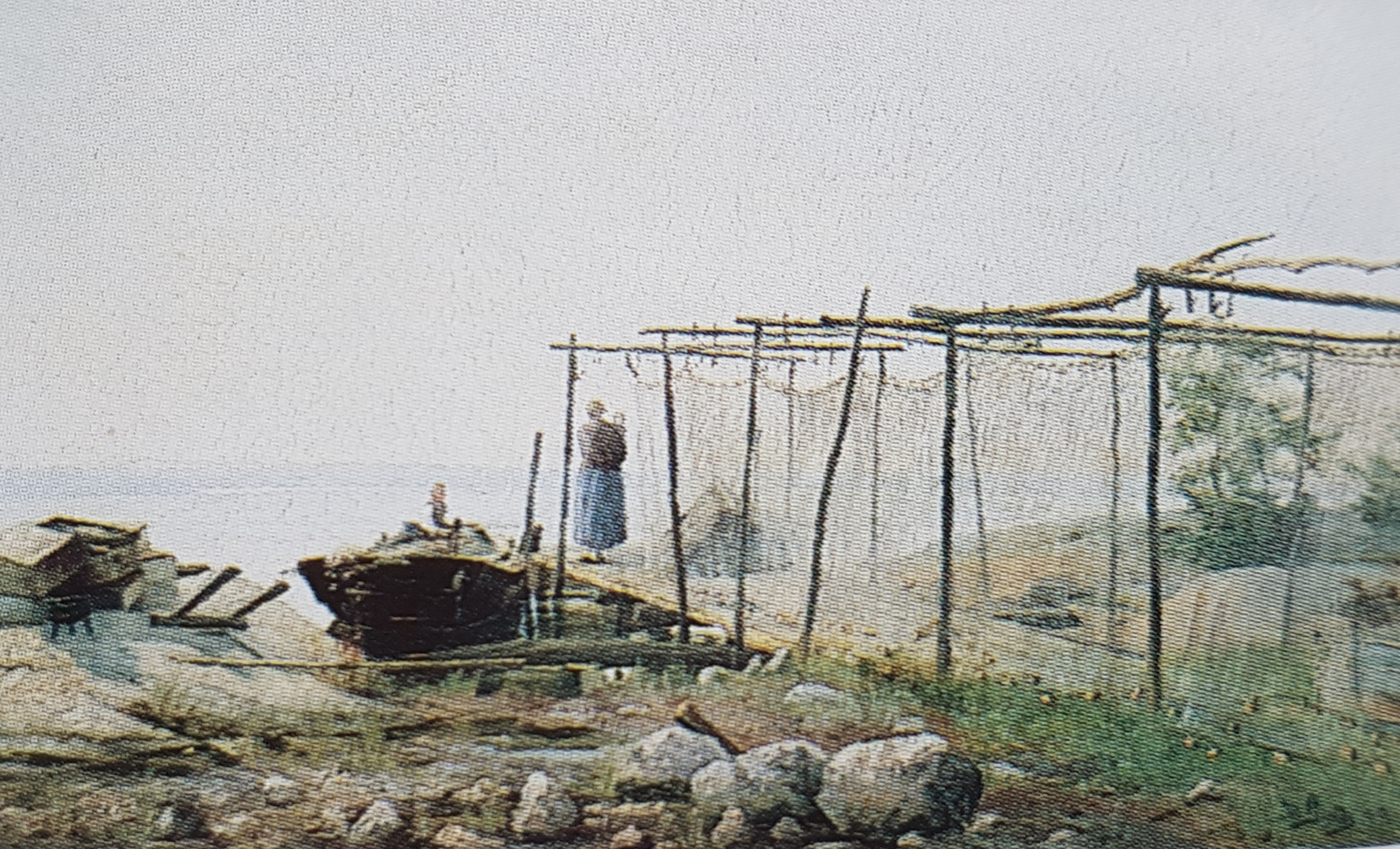
I väntan på stranden, Blidö (1889)
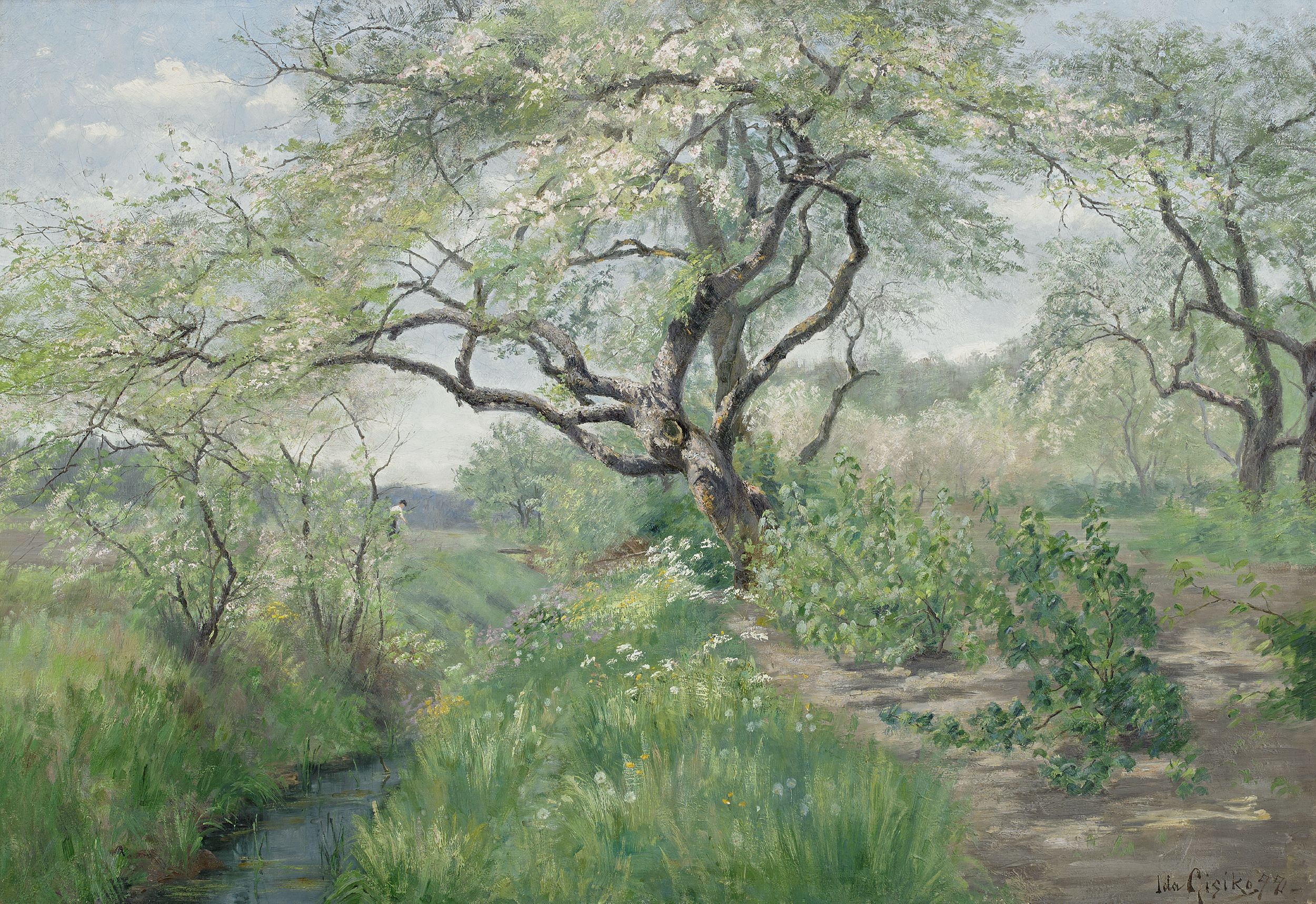
Sommarlandskap (1892)
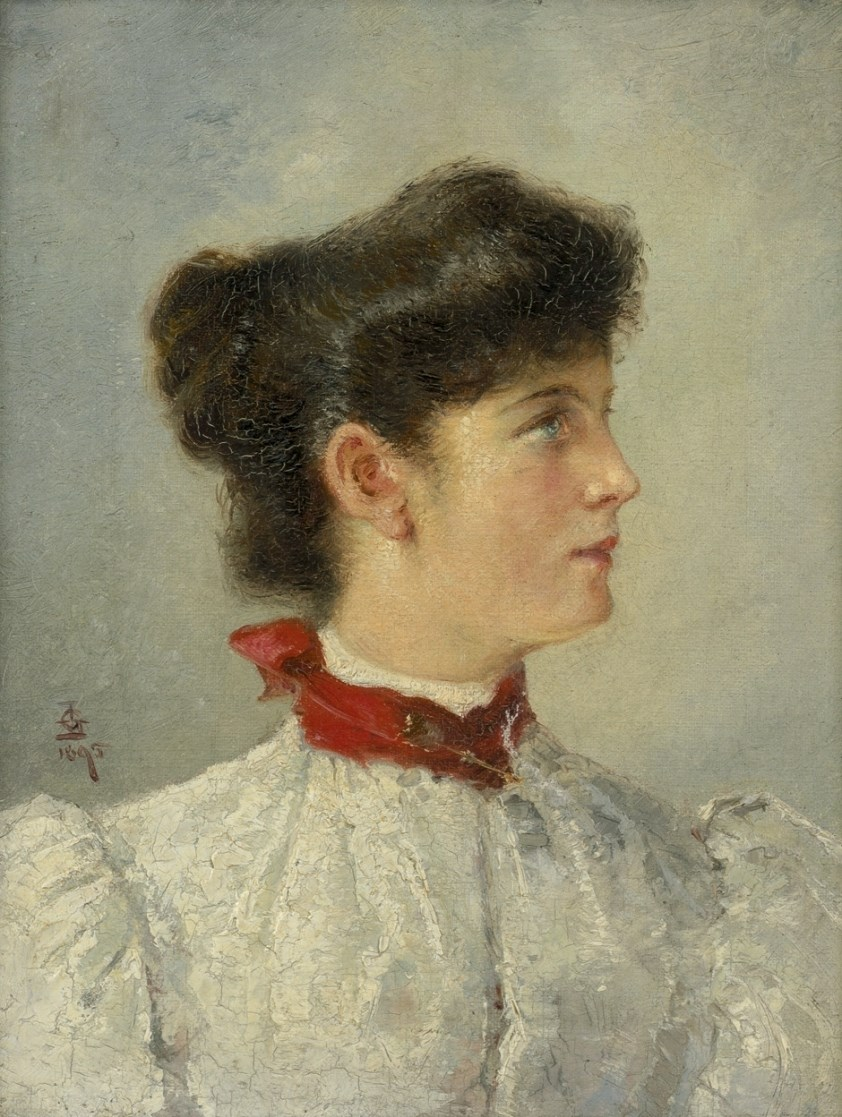
Porträtt av Hanna Rönnberg (1895)